# 木皿泉
木皿泉（KIZARA IZUMI），是兩位日本編劇共同的筆名。

## 成員
木皿泉由「和泉努」（1952年生，兵庫縣神戶市人）與「妻鹿年季子」（1957年生，兵庫縣西宮市人）組成的一對編劇搭檔。二人在2007年1月結婚。現在居住於神戸市。
男方原本以漫畫家出道。女性在短期大學畢業後曾任一般公司職員，之後成為電影劇作家。筆名原本是男方專屬，以「果然是喜歡貓的」的劇本為契機而組成雙人拍檔。
多次與女演員小林聰美合作。

## 作品

### 電視劇
- 果然還是喜歡貓（日语：やっぱり猫が好き）（第2季1990年－1991年、特別篇2005年，小林聰美主演，富士電視台）
- 西瓜（2003年，小林聰美主演，日本電視台）
- 野豬大改造（2005年，龜梨和也、山下智久主演，日本電視台）
- Sexy voice & Robo（日语：セクシーボイスアンドロボ）（2007年，松山健一主演，日本電視台）
- Q10（2010年，佐藤健主演，日本電視台）
- 昨夜的咖哩 明日的麵包（2014年，仲里依紗主演，日本電視台）
- 富士家族（2016年，小泉今日子、藥師丸博子主演，NHK）

### 小說
- 昨夜的咖哩,明日的麵包（昨夜のカレー、明日のパン，2013年4月 河出書房新社／2014年12月 自由之丘文創）
- ハル（2013年6月 マッグガーデン）
- 漣漪的夜晚（さざなみのよる，2018年4月 河出書房新社／2020年9月 悅知文化／2023年预定 中国友谊出版公司）
- 影子間諜（カゲロボ，2019年3月 新潮社／2022年8月 新雨）

## 作品特色
善於描繪纖細的人物情感和雋永的對白。劇本的每一集內容都含有其不同要表達的意涵，用輕鬆流暢的筆法寫出醒世意味濃厚的故事。

## 得獎紀錄
第47回日劇學院賞最佳編劇（野豬大改造）

## 外部連結
- 木皿泉專訪[永久]